# Dystrykt Masindi
Dystrykt Masindi – dystrykt w zachodniej Ugandzie, którego siedzibą administracyjną jest miasto Masindi. W 2002 roku liczył ok. 460 tys. mieszkańców.
Dystrykt Masindi graniczy na północy z dystryktem Nwoya, na wschodzie z dystryktem Kiryandongo, na południowym wschodzie z dystryktem Nakasongola i dystryktem Nakaseke, na południu z dystryktem Kyankwanzi, na południowym zachodzie z dystryktem Hoima i na północnym zachodzie z dystryktem Bulisa. 
Dystrykt Masindi jest zamieszkany przez 55 grup etnicznych, głównie przez Bunyoro i Bagungu.